# Isla de Anguila
La isla de Anguila es la principal del archipiélago de Anguila, que debe su nombre a su forma alargada. La isla es relativamente plana y su punto más alto se encuentra en Crocus Hill, que alcanza los 65 m s. n. m. La isla de Anguila se encuentra en el mar Caribe a 240 kilómetros al este de Puerto Rico, a 113 km al noroeste de San Cristóbal y Nieves y a 8 km al norte de la isla de San Martín. Tiene una longitud de 26 km y una anchura máxima de 5 km, con una superficie de 91 km². Carece de ríos; hay algunas lagunas saladas dispersas por la isla. Hay 33 playas en la isla de Anguila.
Está situada en un arco insular externo antillano actualmente no activo sísmicamente. Este arco es una consecuencia de la subducción de la placa atlántica sobre la placa del Caribe.
El clima es tropical húmedo, templado por los alisios. Los meses más cálidos van de julio a octubre con un período de relativo frescor que va de diciembre a febrero. La media anual de temperatura se sitúa en torno a los 27 grados. La estación de las lluvias va del mes de octubre al de diciembre. Anguila, como la mayor parte de las islas del Caribe, está igualmente a merced de los huracanes. Así el territorio ha sufrido los asaltos de los huracanes Luis y Marylin en 1995 Lenny en 1999 e Irma en 2017. Este último tocó tierra en la isla con daños devastadores.